# 蕃地 (新竹郡)
新竹州新竹郡蕃地於大正九年（1920年）成立，轄區包括今新竹縣關西鎮錦山里。

## 行政區劃
轄域內分為：
大正九年（1920年）9月1日，轄域內分為：
- 今關西鎮：
  - 大竹坑、舊馬武督、六畜、赤柯山、竹頭、馬武督社

大正十三年（1924年）5月6日，「大竹坑」、「舊馬武督」、「六畜」與「赤柯山」編入關西，合併為馬武督大字。
昭和十九年（1944年）4月1日，「竹頭」與「馬武督社」編入關西街，合併為錦山大字，新竹郡蕃地廢止。